# ヘイルトゥリーズン
ヘイルトゥリーズン（Hail to Reason、1958年 - 1976年）はアメリカの競走馬、種牡馬。1960年に2歳チャンピオンに選ばれるなど活躍した。種牡馬としても成功し、ヘイルトゥリーズン系は日本・アメリカ大陸などで大いに繁栄した。

## 出自
オーナーブリーダーであるイシドア・ビーバーと、ヒルシュ・ジェイコブズ調教師は「ビーバー・ジェイコブスステーブル」を結成し、長年サラブレッドの生産を続けてきたコンビであった。そのビーバー・ジェイコブスステーブル名義のもと、ケンタッキー州にあるチャールズ・ハギャード医師の所有するハギャード牧場で生産されたサラブレッドの一頭が、ヘイルトゥリーズンであった。馬名は「良識を敬する」の意で、イシドアの第二次世界大戦とその後の世界に対する信念に基づくものであった。
幼少時より血気盛んで、誰彼構わず喧嘩を吹っ掛け、生傷を作りながら群れのリーダーに君臨していたという。成長したヘイルトゥリーズンは2歳時点で体高16.2ハンド（約165センチメートル）の大柄な体つきになっており、ヒルシュの調教のもと、娘であるパトリス・ジェイコブスの馬主名義で競走生活を送った。

## 戦績
ヘイルトゥリーズンのデビューは2歳シーズンに入ったばかりの1960年1月であった。しばらくは勝てなかったが、アケダクト競馬場での競走で9馬身差をつけて初勝利を挙げると、ユースフルステークス、トレモントステークス、サンフォードステークスなどでステークス勝ちを重ねていった。2歳戦の大一番となるホープフルステークスでは10馬身差、さらにサラトガ競馬場の6.5ハロンのトラックレコードを更新しての圧勝を見せた。
同世代のライバルで、後にアメリカ二冠馬となるキャリーバックとも何度となく対決したが、ヘイルトゥリーズンが負けたのはタイロステークスで5着に敗れたときのみで、グレートアメリカンステークスやサプリングステークス、ワールズプレイグラウンドステークスなどではヘイルトゥリーズンが圧勝していた。
しかし、同年9月の調教中に、馬場に落ちていた蹄鉄を踏んでしまい、左前脚の種子骨を骨折してしまう。ヒルシュ調教師は、調教助手である息子ジョンとともにヘイルトゥリーズンの馬体を支えながら馬房に運び、近くに獣医師がいなかったので、自身の判断で石膏ギプスをあてがった。気性の荒いヘイルトゥリーズンであったが、石膏を塗っている最中は一度も暴れることなく耐え忍び、1ヶ月もの間馬房で安静にしていた。治療のため競走生活を引退、完治には2年を要した。
わずか8ヶ月の競走生活であったが、競走成績は18戦9勝、稼いだ賞金額はキャリーバックを超える328,434ドルで、同年のアメリカ最優秀2歳牡馬に選出されている。

## 種牡馬時代
引退後はハギャード牧場で種牡馬となった。種牡馬入りして間もなくからヘイルトゥオール（Hail to All）やプラウドクラリオン（Proud Clarion）といったクラシック優勝馬を出す好成績を収め、1970年にはパーソナリティなどの活躍により、ボールドルーラーを差し置いて北米リーディングサイアーに輝いた。以下は主な産駒。
- ヘイルトゥオール（Hail to All 1962 牡） - 1965年ベルモントステークスなど
- ストレートディール（Straight Deal 1962 牝） - 1967年スピンスターステークスなど
- プラウドクラリオン（Proud Clarion 1964 牡） - 1967年ケンタッキーダービーなど
- リーガルグリーム（Regal Gleam 1964 牝） - 1966年フリゼットステークスなど
- パーソナリティ（Personality 1967 牡） - 1970年プリークネスステークスなど。1970年アメリカ年度代表馬（TRA選出）
- ボールドリーズン（Bold Reason 1968 牡） - 1971年トラヴァーズステークスなど
- ロベルト（Roberto 1969 牡） - 1972年ダービーステークスなど。1972年イギリス最優秀3歳牡馬
- プリンスゾウアート（Prince Thou Art 1972 牡） - 1975年フロリダダービー
- クムラウデローリエ（Cum Laude Laurie 1974 牝） - 1977年スピンスターステークスなど

後継の種牡馬にも恵まれ、特にロベルトはサンシャインフォーエヴァーやブライアンズタイムなどを、また競走馬としては二流だったヘイロー（Halo）はグッバイヘイローやサンデーサイレンスなどを出す成功を収めた。ほか、シャンペンステークス勝ち馬のストップザミュージックがベルモントステークス勝ち馬のテンパランスヒルなどを出している。
母の父としても優秀で、代表産駒にアレフランス（Allez France）やトリプティク（Triptych）などがいる。
1976年2月24日、安楽死の処置を取られて死去。18歳であった。遺骸はハギャード牧場に埋葬されている。

## 血統表
| ヘイルトゥリーズンの血統   | ヘイルトゥリーズンの血統                                                             | ヘイルトゥリーズンの血統                                                             | （血統表の出典）                                                                     | （血統表の出典） |
| 父系                       | ターントゥ系（ロイヤルチャージャー系）                                               | ターントゥ系（ロイヤルチャージャー系）                                               | ターントゥ系（ロイヤルチャージャー系）                                               | [ § 2 ]          |
| 父 Turn-to 1951 鹿毛       | 父の父Royal Charger 1942 栗毛                                                        | Nearco                                                                               | Pharos                                                                               | Pharos           |
| 父 Turn-to 1951 鹿毛       | 父の父Royal Charger 1942 栗毛                                                        | Nearco                                                                               | Nogara                                                                               |                  |
| 父 Turn-to 1951 鹿毛       | 父の父Royal Charger 1942 栗毛                                                        | Sun Princess                                                                         | Solario                                                                              | Solario          |
| 父 Turn-to 1951 鹿毛       | 父の父Royal Charger 1942 栗毛                                                        | Sun Princess                                                                         | Mumtaz Begum                                                                         |                  |
| 父 Turn-to 1951 鹿毛       | 父の母Source Sucree 1940 黒鹿毛                                                      | Admiral Drake                                                                        | Craig an Eran                                                                        | Craig an Eran    |
| 父 Turn-to 1951 鹿毛       | 父の母Source Sucree 1940 黒鹿毛                                                      | Admiral Drake                                                                        | Plucky Liege                                                                         |                  |
| 父 Turn-to 1951 鹿毛       | 父の母Source Sucree 1940 黒鹿毛                                                      | Lavendula                                                                            | Pharos                                                                               | Pharos           |
| 父 Turn-to 1951 鹿毛       | 父の母Source Sucree 1940 黒鹿毛                                                      | Lavendula                                                                            | Sweet Lavender                                                                       |                  |
| 母 Nothirdchance 1948 鹿毛 | 母の父Blue Swords 1940 鹿毛                                                          | Blue Larkspur                                                                        | Black Servant                                                                        | Black Servant    |
| 母 Nothirdchance 1948 鹿毛 | 母の父Blue Swords 1940 鹿毛                                                          | Blue Larkspur                                                                        | Blossom Time                                                                         |                  |
| 母 Nothirdchance 1948 鹿毛 | 母の父Blue Swords 1940 鹿毛                                                          | Flamign Swords                                                                       | Man o'War                                                                            | Man o'War        |
| 母 Nothirdchance 1948 鹿毛 | 母の父Blue Swords 1940 鹿毛                                                          | Flamign Swords                                                                       | Exalted                                                                              |                  |
| 母 Nothirdchance 1948 鹿毛 | 母の母Galla Colors 1943 鹿毛                                                         | Sir Gallahad III                                                                     | Teddy                                                                                | Teddy            |
| 母 Nothirdchance 1948 鹿毛 | 母の母Galla Colors 1943 鹿毛                                                         | Sir Gallahad III                                                                     | Plucky Liege                                                                         |                  |
| 母 Nothirdchance 1948 鹿毛 | 母の母Galla Colors 1943 鹿毛                                                         | Rouge et Noir                                                                        | St.Germans                                                                           | St.Germans       |
| 母 Nothirdchance 1948 鹿毛 | 母の母Galla Colors 1943 鹿毛                                                         | Rouge et Noir                                                                        | Baton Rouge                                                                          |                  |
| 母系(F-No.)                | (FN:4-n)                                                                             | (FN:4-n)                                                                             | (FN:4-n)                                                                             | [ § 3 ]          |
| 5代内の近親交配            | Plucky Liege 4×4=12.50%、Pharos 4×4＝12.50%、Man o'War 4×5=9.38%、Swynford 5×5=6.25% | Plucky Liege 4×4=12.50%、Pharos 4×4＝12.50%、Man o'War 4×5=9.38%、Swynford 5×5=6.25% | Plucky Liege 4×4=12.50%、Pharos 4×4＝12.50%、Man o'War 4×5=9.38%、Swynford 5×5=6.25% | [ § 4 ]          |
| 出典                       | 1. 2. 3. 4.                                                                          | 1. 2. 3. 4.                                                                          | 1. 2. 3. 4.                                                                          | 1. 2. 3. 4.      |

母ノーサードチャンス（Nothirdchance）はイシドア所有・ジェイコブス調教の競走馬で、分割競走となった1951年のエイコーンステークスに優勝している。。